# Ligurischer Höhenweg

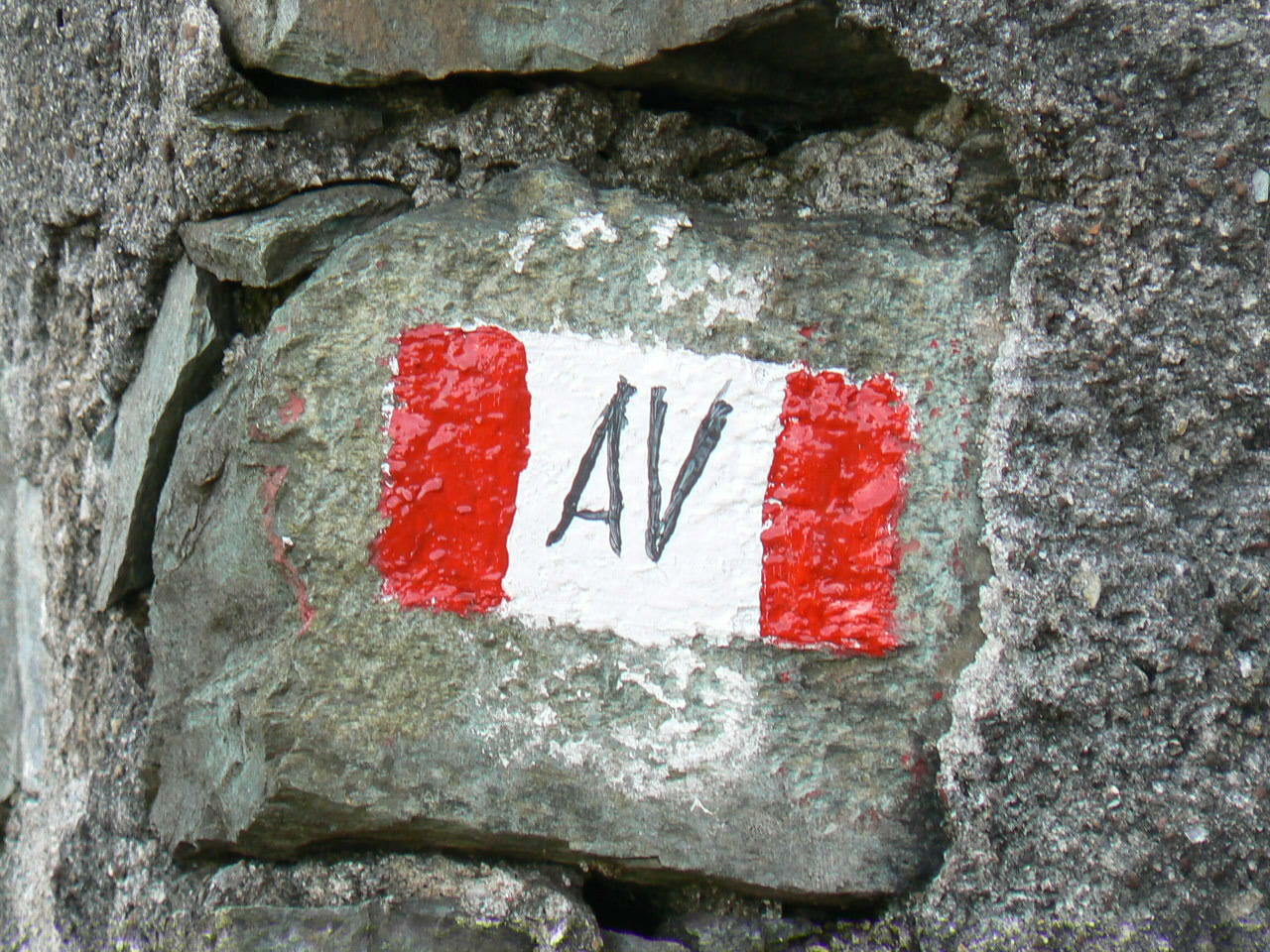
Das offizielle Wegzeichen

Der Ligurische Höhenweg (italienisch: Alta Via dei Monti Liguri – AVML), auch Höhenweg der ligurischen Berge, ist ein 442 Kilometer langer Wanderweg, der in den Ligurischen Alpen und im Ligurischen Apennin parallel zur Küste des Ligurischen Meers verläuft.
Offiziell wurde der Wanderweg 1983 vom Italienischen Alpenverein (Club Alpino Italiano), der Federazione Italiana Escursionismo und dem Verband der ligurischen Industrie- und Handelskammern eröffnet. Kraft des Regionalgesetzes Nummer 5 vom 25. Januar 1993 steht er unter staatlicher Aufsicht.
Der Verlauf des Höhenweges ist in 44 Etappen unterschiedlicher Länge und unterschiedlichen Schwierigkeitsgrads unterteilt und durch rot-weiß-rote Wegzeichen mit den Buchstaben AV auf dem weißen Mittelstück gekennzeichnet. Der westliche Ausgangspunkt liegt bei Ventimiglia, in der Nähe der französischen Grenze, der östliche bei Ceparana, an der Grenze zur Toskana.
Der Wanderweg führt durch den Naturpark Beigua, den Parco Regionale delle Capanne di Marcarolo und den Naturpark Aveto. Den höchsten Punkt erreicht er am Monte Saccarello mit 2201 Metern über Meeresniveau.
Neben der traditionellen Fußwanderung können längere Abschnitte des Höhenweges auf dem Pferd oder per Mountainbike zurückgelegt werden. Teilweise verläuft der Weg auf asphaltierten Straßen oder Schotterpisten.

## Etappen
| Etappe | Verlauf                                                       | Länge in km | Maximale Höhe in Metern           |
| ------ | ------------------------------------------------------------- | ----------- | --------------------------------- |
| 1      | Ventimiglia - La Colla                                        | 10          | 510 - Monte Baraccone             |
| 2      | La Colla - Colla Sgora                                        | 9           | 1063 - Colla Sgora                |
| 3      | Colla Sgora - Colla Scarassan                                 | 12,2        | 1587 - Testa d’Alpe               |
| 4      | Colla Scarassan - Sella d’Agnaira                             | 13          | 1909 - Passo della Valletta       |
| 5      | Sella d’Agnaira - Sella della Valletta                        | 15          | 2201 - Monte Saccarello           |
| 6      | Sella della Valletta - Colle San Bernardo di Mendatica        | 10          | 2085 - Monte Cimonasso            |
| 7      | Colle San Bernardo di Mendatica - Colle di Nava               | 10,5        | 1356 - Poggio dei Preti           |
| 8      | Colle di Nava - Passo di Pralè                                | 6           | 1258 - Passo di Pralè             |
| 9      | Passo di Pralè - Colle San Bartolomeo d’Ormea                 | 8,8         | 1739 - Monte Armetta              |
| 10     | Colle San Bartolomeo d’Ormea - Colla San Bernardo di Garessio | 13,5        | 1708 - Monte Galero               |
| 11     | Colla San Bernardo di Garessio - Colle Scravaion              | 9,4         | 1084 - Bric Schenasso             |
| 12     | Colle Scravaion - Giogo di Toirano                            | 5,7         | 971 - Nordjoch des Monte Sebanco  |
| 13     | Giogo di Toirano - Giogo di Giustenice                        | 7           | 1389 - Monte Carmo di Loano       |
| 14     | Giogo di Giustenice - Colle del Melogno                       | 9           | 1335 - Bric dell'Agnellino        |
| 15     | Colle del Melogno - Colle San Giacomo                         | 15          | 1028 - Colle del Melogno          |
| 16     | Colle San Giacomo - Colle di Cadibona (Grenze Alpen/Apennin)  | 13          | 821 - Monte Baraccone             |
| 17     | Colle di Cadibona - Le Meugge                                 | 11,4        | 720 - Le Meugge                   |
| 18     | Le Meugge - Colle del Giovo                                   | 11,7        | 883 - Bric Sportiole              |
| 19     | Colle del Giovo - Pra Riondo                                  | 13          | 1287 - Monte Beigua               |
| 20     | Pra Riondo - Passo del Faiallo                                | 8,8         | 1145 - Cima Frattin               |
| 21     | Passo del Faiallo - Passo del Turchino                        | 8,8         | 1061 - Passo del Faiallo          |
| 22     | Passo del Turchino - Colla di Praglia                         | 11,5        | 960 - Südhügel des Monte Foscallo |
| 23     | Colla di Praglia - Passo della Bocchetta                      | 13          | 1065 - Nordjoch des Monte Taccone |
| 24     | Passo della Bocchetta - Passo dei Giovi                       | 6           | 785 - Pian di Reste               |
| 25     | Passo dei Giovi - Crocetta d’Orero                            | 7,4         | 680 - Südjoch des Monte Vittoria  |
| 26     | Crocetta d’Orero - Colle di Creto                             | 7,8         | 795 - Südjoch des Monte Carossino |
| 27     | Colle di Creto - Passo della Scoffèra                         | 14          | 978 - Passo del Fuoco             |
| 28     | Passo della Scoffera - Sella della Giassina                   | 8,2         | 1080 - Valico Monte Lavagnola     |
| 29     | Sella della Giassina - Barbagelata                            | 6,5         | 1120 - Barbagelata                |
| 30     | Barbagelata - Passo di Ventarola                              | 6,5         | 1120 - Barbagelata                |
| 31     | Passo di Ventarola - Passo della Forcella                     | 9,7         | 1345 - Monte Ramaceto             |
| 32     | Passo della Forcella - Passo delle Lame                       | 7,2         | 1300 - Passo delle Lame           |
| 33     | Passo delle Lame - Passo della Spingarda                      | 7,6         | 1701 - Monte Aiona                |
| 34     | Passo della Spingarda - Passo del Bocco                       | 13,8        | 1623 - Sella del Monte Nero       |
| 35     | Passo del Bocco - Colla Craiolo                               | 9           | 1404 - Monte Zatta                |
| 36     | Colla Craiolo - Passo di Centocroci                           | 16          | 1177 - Monte Ventarola            |
| 37     | Passo di Centocroci - Passo della Cappelletta                 | 5           | 1102 - Passo Scassella            |
| 38     | Passo della Cappelletta - Passo dei Due Santi                 | 17          | 1583 - Monte Tecchione            |
| 39     | Passo dei Due Santi - Passo Calzavitello                      | 11,6        | 1583 - Monte Tecchione            |
| 40     | Passo Calzavitello - Passo del Rastello                       | 5,6         | 1161 - Monte Antessio             |
| 41     | Passo del Rastello - Passo dei Casoni                         | 10,2        | 1093 - Monte Fiorito              |
| 42     | Passo dei Casoni - Passo Alpicella                            | 8,6         | 1062 - La Conchetta               |
| 43     | Passo Alpicella - Valico del Solini                           | 5,4         | 720 - Monte Belvedere             |
| 44     | Valico del Solini - Ceparana                                  | 11,3        | 575 - Valico del Solini           |